# Ophonus rufibarbis

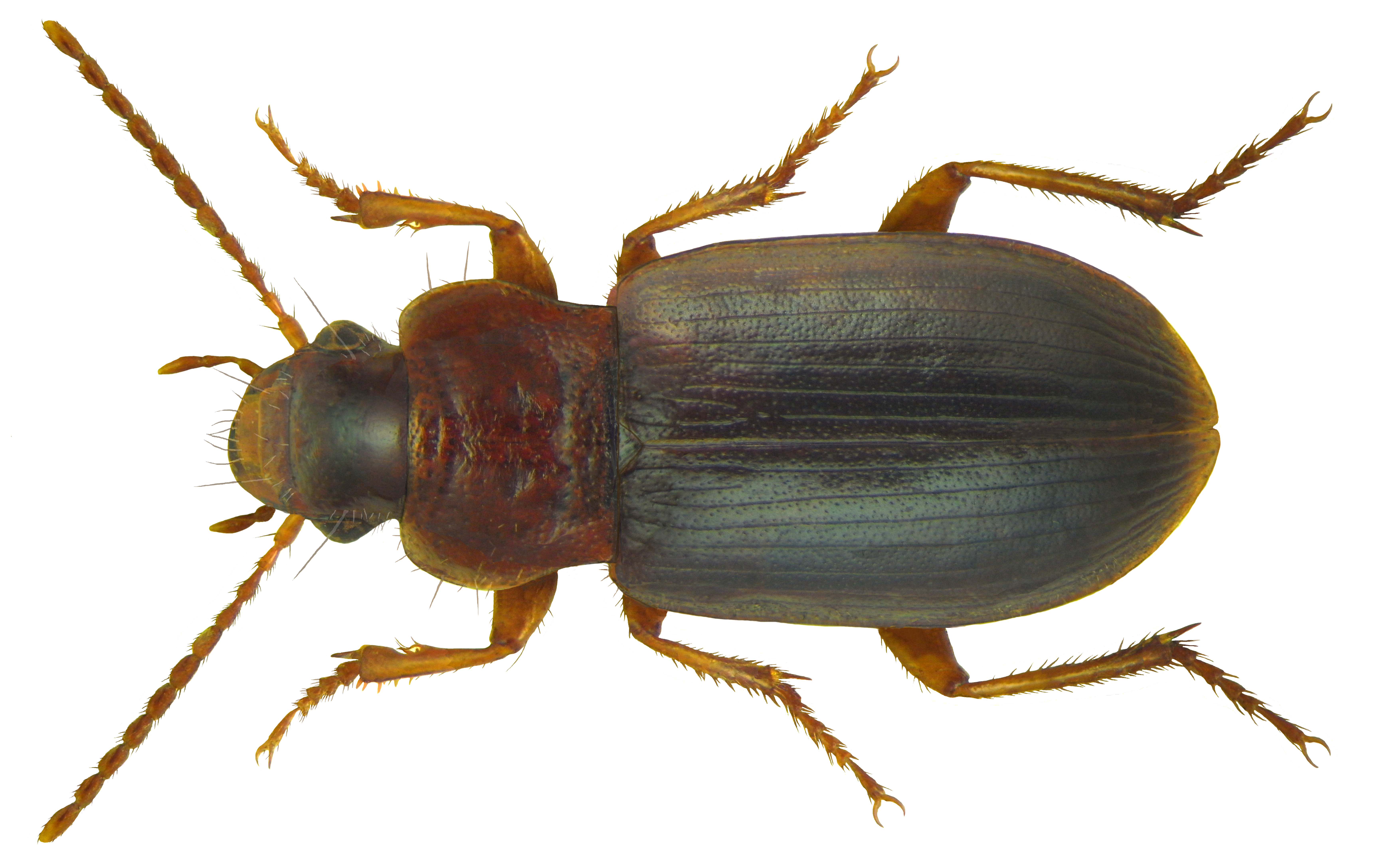

Ophonus rufibarbis es una especie de escarabajo terrestre que se puede encontrar en cualquier parte de Europa y el Oriente Próximo.

## Descripción
La especie es de color negro con patas y antenas de color marrón. Es fitófago y mide entre 6,2 y 9,5 milímetros de largo. Sin embargo, a veces es de 6 a 9,1 milímetros de longitud.

## Distribución
En Bélgica, la especie se puede encontrar en Bruselas, Flandes y Valonia. La especie fue introducida en América del Norte desde Europa.

## Hábitat
Se puede encontrar en campos cultivables, suelos drenantes, setos, orillas de lagos y bosques.

## Nivel de amenaza
Desde el 22 de septiembre de 1980 la especie está bajo protección en Flandes.